# Terpinnea, Melitopol
Terpinnea (în ucraineană Терпіння) este localitatea de reședință a comunei Terpinnea din raionul Melitopol, regiunea Zaporijjea, Ucraina.

## Demografie
Componența lingvistică a localității Terpinnea
     Rusă (84,2%)
     Ucraineană (9,95%)
     Alte limbi (0,92%)
Conform recensământului din 2001, majoritatea populației localității Terpinnea era vorbitoare de rusă (84,2%), existând în minoritate și vorbitori de ucraineană (9,95%).